# Ден на победата (Европа)
Вижте пояснителната страница за други значения на Ден на победата.
Денят на Победата е празник по случай победата на Съюзниците над Нацистка Германия през Втората световна война. Празникът се отбелязва на 8 май, денят на капитулацията на Германия през 1945 г. На този ден празнуват бившите Съюзници в Западна Европа и САЩ, но без Русия и повечето бивши републики на СССР, където денят се отбелязва на 9 май. Причината за това е разликата в часовото време и усложнената процедура по капитулацията на Германия. Така, късно вечерта на 8 май окончателно влиза в сила, подписаната на 7 май капитулация на Третия райх. Подписаната веднъж на 7 май в 02:41 ч. капитулация, влиза в сила на 8 май в 23:01 ч. по средноевропейско време, но се преподписва по настояване на СССР. Това става в 22:43 ч. по централноевропейско време на 8 май, което се пада 23:43 ч. в източноевропейската часова зона в която е България, но е в 00:43 ч. на 9 май по московско време.

## Денят на победата в България
На 8 септември 1944 г. България, която дотогава е била част от силите на Оста, обявява война на Нацистка Германия. Така до края на войната Българската армия се сражава срещу германците в състава на Трети украински фронт. Въпреки участието на страната в операциите срещу Третия райх, на България не е признат статут на съвоюваща държава и тя е третирана като победена страна. Макар че в Народна република България 9 май не е официален празник, този ден се отбелязва тържествено, като повсеместно се поднасят цветя и венци на паметниците на загинали български и съветски войници, участници в бойните групи (1941 – 44) на БКП и партизани, организират се и други тържествени мероприятия.
След 10 ноември 1989 г. в България се прекратява организирането на официални тържествени мероприятия по случай Деня на победата. На този ден започва да се отбелязва Деня на Европа, посветен на мира и обединението. В България, както и в ЕС, Денят на победата започва да се отбелязва на 8 май. Въпреки това, всяка година русофили, евроскептици и левичари в цялата страна продължават да празнуват на 9 май.